# 宮城県道174号田尻停車場線
宮城県道174号田尻停車場線（みやぎけんどう174ごう たじりていしゃじょうせん）は、宮城県大崎市のJR東北本線 田尻駅と宮城県道173号涌谷田尻線とを結ぶ一般県道である。宮城県道の中で延長が最も短い路線である。

## 路線概要
- 実延長：22.0 m[1]
- 起点：田尻駅
- 終点：宮城県大崎市田尻沼部

## 通過する自治体
- 宮城県
  - 大崎市

## 接続する道路
- 宮城県道173号涌谷田尻線